# Juego de las Estrellas de la Major League Soccer 2015

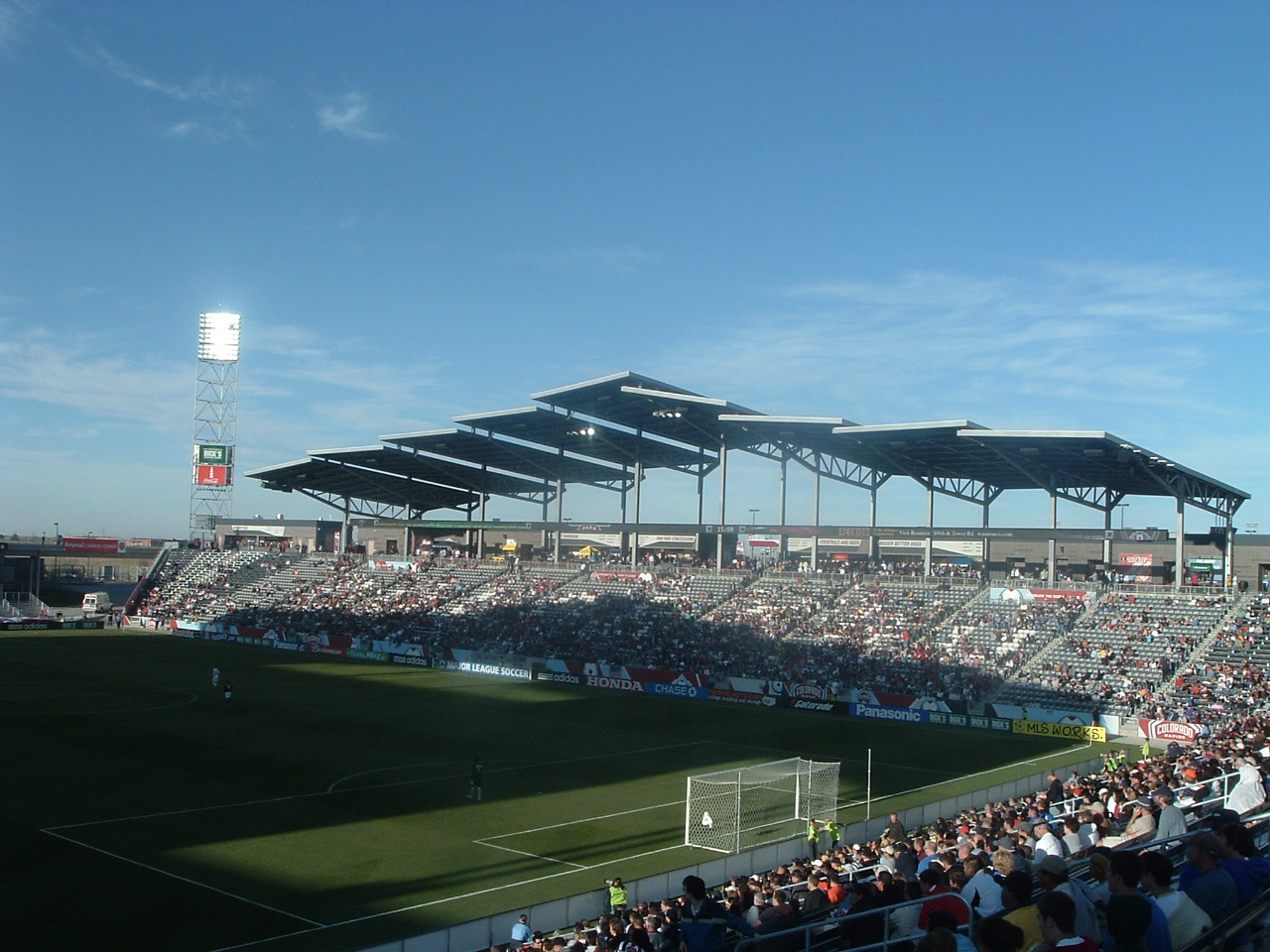
Dick's Sporting Goods Park

El Juego de las Estrellas de la Major League Soccer 2015 fue la 20.ª edición del Juego de las Estrellas de la Major League Soccer, se jugó el 29 de julio de 2015 entre el Equipo de estrellas de la Major League Soccer y el Tottenham Hotspur de Inglaterra. El partido se disputó en el Dick's Sporting Goods Park en Commerce City, Colorado.
El equipo de las Estrellas de la MLS se quedaron con el triunfo por 2-1 ante los ingleses.
| Bandera de Estados Unidos | vs. | Bandera de Inglaterra |
| Major League Soccer 2     | vs. | Tottenham Hotspur 1   |

## El partido
| 18 | POR | Nick Rimando     | 45' |
| 12 | DEF | Tony Beltran     | 45' |
| 4  | DEF | Omar González    | 45' |
| 5  | DEF | Matt Besler      | 45' |
| 16 | DEF | DaMarcus Beasley | 45' |
| 13 | MED | Dax McCarty      | 45' |
| 19 | MED | Graham Zusi      | 45' |
| 22 | MED | Kaká             | 45' |
| 30 | MED | Gyasi Zardes     | 45' |
| 7  | DEL | David Villa      | 45' |
| 2  | DEL | Clint Dempsey    | 45' |
| DT | DT  | Pablo Mastroeni  |     |

| 13 | POR | Michel Vorm         | 64' |
| 33 | DEF | Ben Davies          | 63' |
| 5  | DEF | Jan Vertonghen      | 45' |
| 4  | DEF | Toby Alderweireld   | 64' |
| 2  | DEF | Kyle Walker         | 45' |
| 42 | MED | Nabil Bentaleb      | 64' |
| 15 | MED | Eric Dier           | 64' |
| 22 | MED | Nacer Chadli        | 64' |
| 23 | MED | Christian Eriksen   | 45' |
| 19 | MED | Moussa Dembélé      | 64' |
| 18 | DEL | Harry Kane          | 77' |
| DT | DT  | Mauricio Pochettino |     |

| 1  | POR | David Ousted    | 45'     |
| 14 | DEF | Chad Marshall   | 45'     |
| 3  | DEF | Drew Moor       | 45'     |
| 6  | DEF | Laurent Ciman   | 45'     |
| 20 | DEF | Waylon Francis  | 45'     |
| 17 | MED | Benny Feilhaber | 45'     |
| 9  | MED | Juninho         | 45'     |
| 11 | MED | Fabián Castillo | 45'     |
| 8  | MED | Ethan Finlay    | 45'     |
| 23 | DEL | Kei Kamara      | 45'     |
| 21 | DEL | Sam Cronin      | 45' 77' |
| 10 | DEL | Jozy Altidore   | 77'     |

| 48 | POR | Luke McGee          | 64' |
| 3  | DEF | Danny Rose          | 63' |
| 28 | DEF | Tom Carroll         | 45' |
| 27 | DEF | Kevin Wimmer        | 45' |
| 47 | DEF | Josh Onomah         | 64' |
| 21 | MED | Federico Fazio      | 64' |
| 16 | MED | Kieran Trippier     | 45' |
| 20 | MED | Dele Alli           | 45' |
| 12 | MED | DeAndre Yedlin      | 64' |
| 44 | MED | Harry Winks         | 64' |
| 46 | DEL | Shaquile Coulthirst | 64' |

| Anotado | 20' | Kaká (pen.) |
| Anotado | 23' | David Villa |

| Anotado | 37' | Harry Kane |  |

| Amonestado | 36' | Eric Dier |

| Árbitro             | Ismail Elfath |
| Árbitros asistentes | Jeff Muschik  |
| Árbitros asistentes | Brian Dunn    |
| Cuarto árbitro      | Sorin Stoica  |

| 18 | POR | Nick Rimando     | 45' |
| 12 | DEF | Tony Beltran     | 45' |
| 4  | DEF | Omar González    | 45' |
| 5  | DEF | Matt Besler      | 45' |
| 16 | DEF | DaMarcus Beasley | 45' |
| 13 | MED | Dax McCarty      | 45' |
| 19 | MED | Graham Zusi      | 45' |
| 22 | MED | Kaká             | 45' |
| 30 | MED | Gyasi Zardes     | 45' |
| 7  | DEL | David Villa      | 45' |
| 2  | DEL | Clint Dempsey    | 45' |
| DT | DT  | Pablo Mastroeni  |     |

| 13 | POR | Michel Vorm         | 64' |
| 33 | DEF | Ben Davies          | 63' |
| 5  | DEF | Jan Vertonghen      | 45' |
| 4  | DEF | Toby Alderweireld   | 64' |
| 2  | DEF | Kyle Walker         | 45' |
| 42 | MED | Nabil Bentaleb      | 64' |
| 15 | MED | Eric Dier           | 64' |
| 22 | MED | Nacer Chadli        | 64' |
| 23 | MED | Christian Eriksen   | 45' |
| 19 | MED | Moussa Dembélé      | 64' |
| 18 | DEL | Harry Kane          | 77' |
| DT | DT  | Mauricio Pochettino |     |

| 1  | POR | David Ousted    | 45'     |
| 14 | DEF | Chad Marshall   | 45'     |
| 3  | DEF | Drew Moor       | 45'     |
| 6  | DEF | Laurent Ciman   | 45'     |
| 20 | DEF | Waylon Francis  | 45'     |
| 17 | MED | Benny Feilhaber | 45'     |
| 9  | MED | Juninho         | 45'     |
| 11 | MED | Fabián Castillo | 45'     |
| 8  | MED | Ethan Finlay    | 45'     |
| 23 | DEL | Kei Kamara      | 45'     |
| 21 | DEL | Sam Cronin      | 45' 77' |
| 10 | DEL | Jozy Altidore   | 77'     |

| 48 | POR | Luke McGee          | 64' |
| 3  | DEF | Danny Rose          | 63' |
| 28 | DEF | Tom Carroll         | 45' |
| 27 | DEF | Kevin Wimmer        | 45' |
| 47 | DEF | Josh Onomah         | 64' |
| 21 | MED | Federico Fazio      | 64' |
| 16 | MED | Kieran Trippier     | 45' |
| 20 | MED | Dele Alli           | 45' |
| 12 | MED | DeAndre Yedlin      | 64' |
| 44 | MED | Harry Winks         | 64' |
| 46 | DEL | Shaquile Coulthirst | 64' |

| Anotado | 20' | Kaká (pen.) |
| Anotado | 23' | David Villa |

| Anotado | 37' | Harry Kane |  |

| Amonestado | 36' | Eric Dier |

| Árbitro             | Ismail Elfath |
| Árbitros asistentes | Jeff Muschik  |
| Árbitros asistentes | Brian Dunn    |
| Cuarto árbitro      | Sorin Stoica  |